# Józef Hordyński (starosta)
Józef Hordyński – c.k. urzędnik austriacki (z pochodzenia Rusin), radca Namiestnictwa, starosta samborski w latach 1871–1882.
Honorowy obywatel miasta Ropczyce.